# Europamästerskapen i BMX 2024
Europamästerskapen i BMX 2024 hölls mellan den 29 maj och 2 juni 2024 i Verona i Italien.

## Medaljörer
| Gren     | Guld                     | Silver               | Brons            |
| Herrar   |                          |                      |                  |
| Elit     | Arthur Pilard            | Mathis Ragot Richard | Cédric Butti     |
| U23      | Alexis Pieczanowsky      | Tim Goossens         | Jason Noordam    |
| Juniorer | Evan Oliviera            | Clément Rocherieux   | Mark Lüthi       |
| Damer    |                          |                      |                  |
| Elit     | Zoé Claessens            | Laura Smulders       | Nadine Aeberhard |
| U23      | Veronika Monika Stūriška | Emily Hutt           | Sabina Košárková |
| Juniorer | Anaïs Garnier            | Carla Gómez García   | Méline Videlo    |

## Medaljtabell
*   Värdland ( Italien)
| Nr                  | Nation              | Guld | Silver | Brons | Totalt |
| ------------------- | ------------------- | ---- | ------ | ----- | ------ |
| 1                   | Frankrike           | 4    | 2      | 1     | 7      |
| 2                   | Schweiz             | 1    | 0      | 3     | 4      |
| 3                   | Lettland            | 1    | 0      | 0     | 1      |
| 4                   | Nederländerna       | 0    | 2      | 1     | 3      |
| 5                   | Spanien             | 0    | 1      | 0     | 1      |
| 5                   | Storbritannien      | 0    | 1      | 0     | 1      |
| 7                   | Tjeckien            | 0    | 0      | 1     | 1      |
| Totalt (7 nationer) | Totalt (7 nationer) | 6    | 6      | 6     | 18     |